# William Agee
William McReynolds Agee (5 de enero de 1938-20 de diciembre de 2017) fue un ejecutivo de negocios estadounidense. En 1976, a los 38 años, fue nombrado presidente y director ejecutivo de Bendix Corporation. De 1988 a 1995, fue presidente y director ejecutivo de Morrison-Knudsen.
Agee era consultor de negocios, asesor de inversiones, y presidente de fundaciones de caridad. Recibió seis doctorados honorarios y formó parte de los directorios de varias corporaciones del índice Fortune 500, incluidas Equitable Life y Dow Jones, así como Bendix y Morrison Knudsen. En 1979, Agee apareció en la portada de la revista Time con el titular "Rostros del futuro", y fue nombrado "Financiero del año" por la revista "Finance" en 1976.

## Primeros años
Nacido como William McReynolds Agee en Boise, era el hijo mediano (y único hijo varón) de Harold J. y Suzanne (McReynolds) Agee. Harold, hijo de un ministro de la iglesia baptista, tuvo diversas carreras: ejecutivo de manufactura, granjero lechero y legislador estatal.
Harold se mudó con la familia a una granja lechera en las cercanías de Meridian en 1953, y Bill se matriculó en la Meridian High a los 15 años. Rápidamente se estableció como un estudiante brillante y popular con habilidades de liderazgo, siendo elegido presidente de la clase en ese primer curso como estudiante de segundo año y nuevamente en su último año. Era atleta universitario en varios deportes y fue nombrado uno de los dos miembros más estudiosos de su clase, que se graduó en 1956.

## Educación
Después de graduarse en la Meridian High School en 1956, Agee asistió a la Universidad Stanford durante un año antes de abandonar la escuela. Se inscribió en la Universidad de Idaho en Moscow, donde se unió a la fraternidad Beta Theta Pi, algo inusual para un hombre casado. Obtuvo un grado de asociado mientras trabajaba 40 horas a la semana en el departamento de contabilidad de la cadena de supermercados Albertson. Agee fue elegido presidente de la clase sénior y se graduó con los más altos honores en 1960.
Durante el verano de 1959, junto con sus padres, interpretó el papel de la familia Dixon en la efímera película Last Clear Chance. Después de graduarse, trabajó para compañía aseguradora en Boise. Fue ascendido a auditor y oficial sénior de custodia a la edad de 23 años. Agee se inscribió en la Escuela de negocios Harvard en 1961 y obtuvo una Maestría en Administración de Empresas (MBA), con distinción, en 1963. Se convirtió en Contable Público Certificado (CPA) en 1964 y se unió a la correspondiente Sociedad Americana y de Idaho de contables.

## Boise Cascade
Agee fue contratado por la empresa maderera Boise Cascade a los 25 años. Comenzó como asistente ejecutivo del director ejecutivo Bob Hansberger, En 1969 fue nombrado director de finanzas (CFO) cuando tenía 31 años de edad, y vicepresidente sénior en 1971. El precio de las acciones de Boise Cascade subió rápidamente a 77 dólares en 1969, pero después cayó a 15 en el otoño de 1971.
Después de nueve años, dejó Boise a finales de mayo de 1972, cuando el precio de las acciones rondaba los 14 dólares.

## Bendix
En mayo de 1972 comenzó a trabajar para Bendix Corporation, un fabricante relacionado con la industria automotriz ubicado cerca de Detroit, Míchigan. Había sido contratado para el puesto por el entonces director ejecutivo de Bendix, Michael Blumenthal. Agee se convirtió en director financiero y vicepresidente ejecutivo y ocupó un puesto en la junta directiva. Fue elegido presidente de la compañía en diciembre de 1976 a la edad de 38 años, y fue ascendido a director ejecutivo unas semanas más tarde cuando Blumenthal dejó Bendix para convertirse en Secretario del Tesoro de los Estados Unidos en la nueva administración Carter.
Agee fue reconocido en la revista Time por su estrategia de adquisiciones audaces y selectivas destinadas a transformar a Bendix de una empresa manufacturera de crecimiento lento en el seno de una industria madura, en una corporación diversificada de alta tecnología. La estrategia de Agee aumentó drásticamente el valor de las acciones de Bendix durante su mandato, a pesar de la recesión que afectó a dos de sus negocios tradicionalmente principales, los componentes de automóvil y las máquinas herramienta. Mientras que los competidores fracasaron en 1981, las ganancias de Bendix aumentaron un 136 % y sus ingresos del año fiscal aumentaron hasta alcanzar 4.400 millones de dólares.
Era un ejecutivo poco ortodoxo de la década de 1970, que a menudo se vestía con atuendos informales años antes de que estuviera de moda. Retiró la mesa tradicional de la sala de juntas y la reemplazó por sillas grandes y cómodas para mejorar la comunicación. Abolió el estacionamiento reservado para los altos ejecutivos, permitiendo que los mejores lugares de estacionamiento fueran para los empleados que llegasen antes a la oficina.
Era conocido por promover a los empleados jóvenes en función del mérito en lugar de la antigüedad. Esta práctica despertó un gran interés en los medios en 1980 cuando ascendió a Mary Cunningham, de 28 años, quien había sido su asistente ejecutiva, al puesto de vicepresidenta de comunicaciones corporativas y luego a vicepresidenta de planificación estratégica. Un relato publicitado a nivel nacional de un presunto romance de oficina entre Agee y Cunningham, que ambos negaron, condujo a la renuncia de Cunningham en octubre de 1980, cuando sintió que ya no podía hacer su trabajo de manera efectiva. Tanto Agee como Cunningham se divorciaron de sus cónyuges y se casaron en junio de 1982.
Agee buscó expandir Bendix lanzando una oferta pública de adquisición por su rival Martin Marietta. El 25 de agosto de 1982, Bendix anunció que había comprado 1,6 millones de acciones de Martin Marietta por 40 millones de dólares. Martin Marietta luchó contra la adquisición hostil, para lo que a su vez intentó adquirir Bendix empleando la estrategia posteriormente conocida como defensa Pac-Man, de forma que una empresa que está amenazada con una adquisición, intenta dar la vuelta a la situación mediante la adquisición de su posible comprador. En un momento, Bendix poseía la mayoría de las acciones de Martin Marietta, mientras que Martin Marietta, a su vez, poseía la mayoría de las acciones de Bendix. Ni Agee ni el presidente de Marietta, Thomas Pownall, aceptaron la derrota, y Pownall se negó incluso a reunirse con Agee. Cuando Marietta solicitó la ayuda de una tercera empresa, United Technologies, Agee buscó un socio para defenderse de la amenaza de adquisición de Bendix. Agee finalmente encontró a Edward Hennessy de Allied Corp., quien ofreció una salida al enfrentamiento: Allied tomaría posesión de las acciones de Bendix en manos de Marietta, a cambio de la devolución de las participaciones de Bendix en Marietta. Finalmente, Martin Marietta seguiría siendo una empresa independiente, mientras que Bendix se convertiría en una filial de Allied. Agee renunció a su cargo en Bendix tras la fusión.

## Morrison Knudsen
De 1988 a 1995, Agee fue presidente y director ejecutivo de la empresa constructora Morrison Knudsen Corporation (MK) en su ciudad natal de Boise. Había sido miembro de la Junta Directiva de MK durante varios años, y fue elegido por la Junta para asumir el cargo de Director Ejecutivo y Presidente. En ese momento, un intento de oferta pública de adquisición por parte del empresario de Chicago Edward Heil y pérdidas récord amenazaron la existencia de la empresa. Agee frustró la adquisición y devolvió la rentabilidad a la empresa en un año. En 1990, Agee había logrado que la empresa fuera muy rentable y que no tuviese deudas, para lo que empleó una estrategia de diversificación que cambió la compañía de una que dependía principalmente de la construcción pesada a una que estaba involucrada en la modernización de ferrocarriles, minerales preciosos y el negocio del transporte. Agee formó MK Gold y MK Rail, y fue nombrado director ejecutivo de cada una de ellas. Se mudó de la sede de la empresa en Boise para dirigirla desde su casa en Pebble Beach. MK tuvo ganancias récord entre 1989 y 1991, muchas de las cuales se derivaron de ingresos operativos, decisiones contables (libros preparados) y fuentes de ingresos no tradicionales, como inversiones. Cuando el negocio ferroviario se desintegró tras la pérdida de varios contratos, MK se vio incapaz de volver a sus negocios principales.
En febrero de 1995, cuando MK anunció unas pérdidas de 310 millones de dólares para el año fiscal 1994, la junta directiva de la compañía votó para despedir a Agee. Una filtración de una renuncia prevista de Agee atrajo la atención de los medios de comunicación, lo que resultó en su renuncia antes de lo planeado originalmente.
Al borde de la bancarrota en 1996, Morrison-Knudsen se fusionó con el Washington Construction Group de Dennis Washington en mayo, y luego se convirtió en parte del Washington Group International, con sus oficinas centrales en la antigua sede de MK en Boise.

## Consultoría empresarial
Agee fue presidente de Semper Charitable Foundation, la fundación benéfica de la familia Semper, y presidió Semper Partners, una firma de consultoría y capital riesgo fundada en sociedad con su esposa, Mary Cunningham Agee.
Un ejemplo del éxito de Agee en capital de riesgo y consultoría fue el crecimiento y la venta de Mozzarella Fresca, una empresa que él ayudó a desarrollar hasta convertirse en el fabricante de mozzarella fresca más grande del oeste de Estados Unidos, con clientes que iban desde Whole Foods Market a Domino's Pizza.
Agee formó parte de la junta directiva de diversas empresas del índice Fortune 500, incluidas Dow Jones (1978–1993), Great Atlantic & Pacific Tea Company (1974–1977), Morrison Knudsen (1974–1977 y 1981–1985), Equitable Life (1976–1985), ASARCO (1979–1981) y General Foods (1979–1983).
También ejerció como director de Allied Corporation, MK Gold Company, MK Rail Corporation, LoJack Corporation y Key Bank Corp. Otros cargos directivos incluyeron el Comité para el Desarrollo Económico, el Consejo Nacional para el Comercio entre EE. UU. y China, el Urban Institute, el Citizens Research Council de Míchigan, la Detroit Renaissance Foundation, la United Foundation, la Detroit Economic Growth Corporation y la Cranbrook Education Community.

## Muerte
Agee murió a los 79 años por las complicaciones derivadas de una insuficiencia respiratoria causada por degeneración vascular, enfermedad de Alzheimer y esclerodermia, una enfermedad del tejido conjuntivo, en el Swedish Medical Center de Seattle el 20 de diciembre de 2017. Justo antes de su muerte, y después de 35 años de matrimonio, Agee presentó la solicitud de divorcio de Cunningham. El divorcio no se concretó debido a su muerte en diciembre de 2017.

## Premios y distinciones
Agee recibió doctorados honorarios de la Universidad de Detroit Misericordia (1980), la Universidad Tecnológica Lawrence (1980), la Universidad de Míchigan Oriental (1980), la Universidad Bryant, la Universidad Cleary y el Nathaniel Hawthorne College. En 1978, recibió el Premio a los Logros de Antiguos Alumnos de la Escuela de Negocios de Harvard. y en 1990 recibió la Medalla de Honor de Ellis Island. También fue elegido miembro del salón de la fama de exalumnos de la Universidad de Idaho en 1978, y fue el orador de graduación de ese año.